# John Surtees
John Norman Surtees CBE (Tatsfield, Surrey, 11 de fevereiro de 1934 — Londres, 10 de março de 2017) foi um automobilista britânico nascido na Inglaterra, o único a ser campeão mundial em duas e quatro rodas. Era pai do também piloto Henry Surtees, morto em julho de 2009 num acidente automobilístico enquanto corria pela Fórmula 2.
Surtees venceu sete títulos mundiais em corridas de motociclismo, vencendo o campeonato das 350cc de 1958 a 1960 e o campeonato das 500cc em 1956 e 1958 a 1960.
Surtees trocou as motos pelos carros em 1960 e fez a sua corrida de estreia pela Fórmula 1 na equipa Lotus no Grande Prêmio de Mônaco em Monte Carlo. Ele foi para a Ferrari e venceu o campeonato pela equipa italiano em 1964. Foi campeão da temporada inicial da Can-Am(1966).
Surtees saiu da Ferrari durante a temporada de 1966, reclamando do excesso de pressão, deixando Jack Brabham levar o campeonato.
Depois de aposentado montou a sua própria equipe, Surtees Racing Organization, que disputou a Fórmula 1 durante os anos 1970.
Em 1996, foi introduzido no International Motorsports Hall of Fame.
Em fevereiro de 2017, foi diagnosticado com uma insuficiência respiratória e ficou internado no Hospital St. Georges, em Londres. Seu estado de saúde fez com que fosse internado na terapia intensiva, onde permaneceu até morrer na tarde de 10 de março de 2017. Segundo o comunicado, Surtees morreu na presença da esposa, Jane e das filhas, Leonora e Edwina.

## Todos os resultados de John Surtees na Fórmula 1
(Legenda: Corridas em negrito indica pole position e em itálico volta mais rápida.)
| Ano  | Equipe                         | Chassis      | Motor                | Pneus | 1       | 2       | 3       | 4       | 5       | 6       | 7       | 8       | 9       | 10      | 11      | 12      | 13     | Pontos | Posição |
| ---- | ------------------------------ | ------------ | -------------------- | ----- | ------- | ------- | ------- | ------- | ------- | ------- | ------- | ------- | ------- | ------- | ------- | ------- | ------ | ------ | ------- |
| 1972 | Team Surtees                   | Surtees TS14 | Ford Cosworth DFV V8 | F     | ARG     | RSA     | ESP     | MON     | BEL     | FRA     | GBR     | GER     | AUT     | ITA Ret | CAN     | EUA DNS |        | 0      | NC      |
| 1971 | Brooke Bond Oxo / Team Surtees | Surtees TS9  | Ford Cosworth DFV V8 | F     | RSA Ret | ESP 11º | MON 7º  | NED 5º  | FRA 8º  | GBR 6º  | GER 7º  | AUT Ret | ITA Ret | CAN 11º | EUA 17º |         |        | 3      | 19º     |
| 1970 | Team Surtees                   | McLaren M7C  | Ford Cosworth DFV V8 | F     | AFS Ret | ESP Ret | MON Ret | BEL     | HOL 6º  | FRA     |         |         |         |         |         |         |        | 3      | 18º     |
| 1970 | Team Surtees                   | Surtees TS7  | Ford Cosworth DFV V8 | F     |         |         |         | BEL     |         | FRA     | GBR Ret | ALE 9º  | AUT Ret | ITA Ret | CAN 5º  | EUA Ret | MEX 8º | 3      | 18º     |
| 1969 | Owen Racing Organisation       | BRM P138     | BRM P142 V12         | D     | RSA Ret | ESP 5º  | MON Ret | NED 9º  | FRA     |         |         |         |         |         |         |         |        | 6      | 11º     |
| 1969 | Owen Racing Organisation       | BRM P139     | BRM P142 V12         | D     |         |         |         |         | FRA     | GBR Ret | GER DNS | ITA NC  | CAN Ret | EUA 3º  | MEX Ret |         |        | 6      | 11º     |
| 1968 | Honda Racing                   | Honda RA300  | Honda RA273E V12     | F     | RSA 8º  |         |         |         |         |         |         |         |         |         |         |         |        | 12     | 7º      |
| 1968 | Honda Racing                   | Honda RA301  | Honda RA301E V12     | F     |         | ESP Ret | MON Ret | BEL Ret | NED Ret | FRA 2º  | GBR 5º  | GER Ret | ITA Ret | CAN Ret | EUA 3º  | MEX Ret |        | 12     | 7º      |
| 1967 | Honda Racing                   | Honda RA273  | Honda RA273E V12     | F     | RSA 3º  | MON Ret | NED Ret | BEL Ret | FRA     | GBR 6º  | GER 4º  | CAN     |         |         |         |         |        | 20     | 4º      |
| 1967 | Honda Racing                   | Honda RA300  | Honda RA273E V12     | F     |         |         |         |         | FRA     |         |         | CAN     | ITA 1º  | EUA Ret | MEX 4º  |         |        | 20     | 4º      |
| 1966 | Scuderia Ferrari SpA SEFAC     | Ferrari 312  | Ferrari 218 V12      | F     | MON Ret | BEL 1º  |         |         |         |         |         |         |         |         |         |         |        | 28     | 2º      |
| 1966 | Cooper Car Company             | Cooper T81   | Maserati 9/F1 V12    | D     |         |         | FRA Ret | GBR Ret | NED Ret | GER 2º  | ITA Ret | EUA 3º  | MEX 1º  |         |         |         |        | 28     | 2º      |
| 1965 | Scuderia Ferrari SpA SEFAC     | Ferrari 158  | Ferrari 205B V8      | D     | RSA 2º  | MON 4º  | BEL Ret | FRA 3º  | EUA     | MEX     |         |         |         |         |         |         |        | 17     | 5º      |
| 1965 | Scuderia Ferrari SpA SEFAC     | Ferrari 1512 | Ferrari 207 F12      | D     |         |         |         |         | EUA     | MEX     | GBR 3º  | NED 7º  | GER Ret | ITA Ret |         |         |        | 17     | 5º      |
| 1964 | Scuderia Ferrari SpA SEFAC     | Ferrari 158  | Ferrari 205B V8      | D     | MON Ret | HOL 2º  | BEL Ret | FRA Ret | GBR 3º  | GER 1º  | AUT Ret | ITA 1º  |         |         |         |         |        | 40     | 1º      |
| 1964 | North American Racing Team     | Ferrari 158  | Ferrari 205B V8      |       |         |         |         |         |         |         |         |         | EUA 2º  | MEX 2º  |         |         |        | 40     | 1º      |
| 1963 | Scuderia Ferrari SpA SEFAC     | Ferrari 156  | Ferrari 178 V6       | D     | MON 4º  | BEL Ret | NED 3º  | FRA Ret | GBR 2º  | GER 1º  | ITA Ret | EUA Ret | MEX DSQ | RSA Ret |         |         |        | 22     | 4º      |
| 1962 | Bowmaker-Yeoman Racing Team    | Lola Mk4     | Climax FWMV V8       | D     | HOL Ret | MON 4º  | BEL 5º  | FRA 5º  | GBR 2º  | GER 2º  |         | EUA Ret | RSA Ret |         |         |         |        | 19     | 4º      |
| 1962 | Bowmaker-Yeoman Racing Team    | Lola Mk4A    | Climax FWMV V8       | D     |         |         |         |         |         |         | ITA Ret |         |         |         |         |         |        | 19     | 4º      |
| 1961 | Yeoman Credit Racing Team      | Cooper T53   | Climax FPF L4        | D     | MON Ret | HOL 7º  | BEL 5º  | FRA Ret | GBR Ret | GER 5º  | ITA Ret | EUA Ret |         |         |         |         |        | 4      | 12º     |
| 1960 | Team Lotus                     | Lotus 18     | Climax FPF L4        | D     | ARG     | MON Ret | 500     | NED     | BEL     | FRA     | GBR 2º  | POR Ret | ITA     | EUA Ret |         |         |        | 6      | 14º     |

#### Vitórias de John Surtees na Fórmula 1
- GP da Alemanha de 1963 (Nürburgring)
- GP da Alemanha de 1964 (Nürburgring)
- GP da Itália de 1964 (Monza)
- GP da Bélgica de 1966 (Spa-Francorchamps)
- GP do México de 1966 (Autódromo Hermanos Rodríguez)

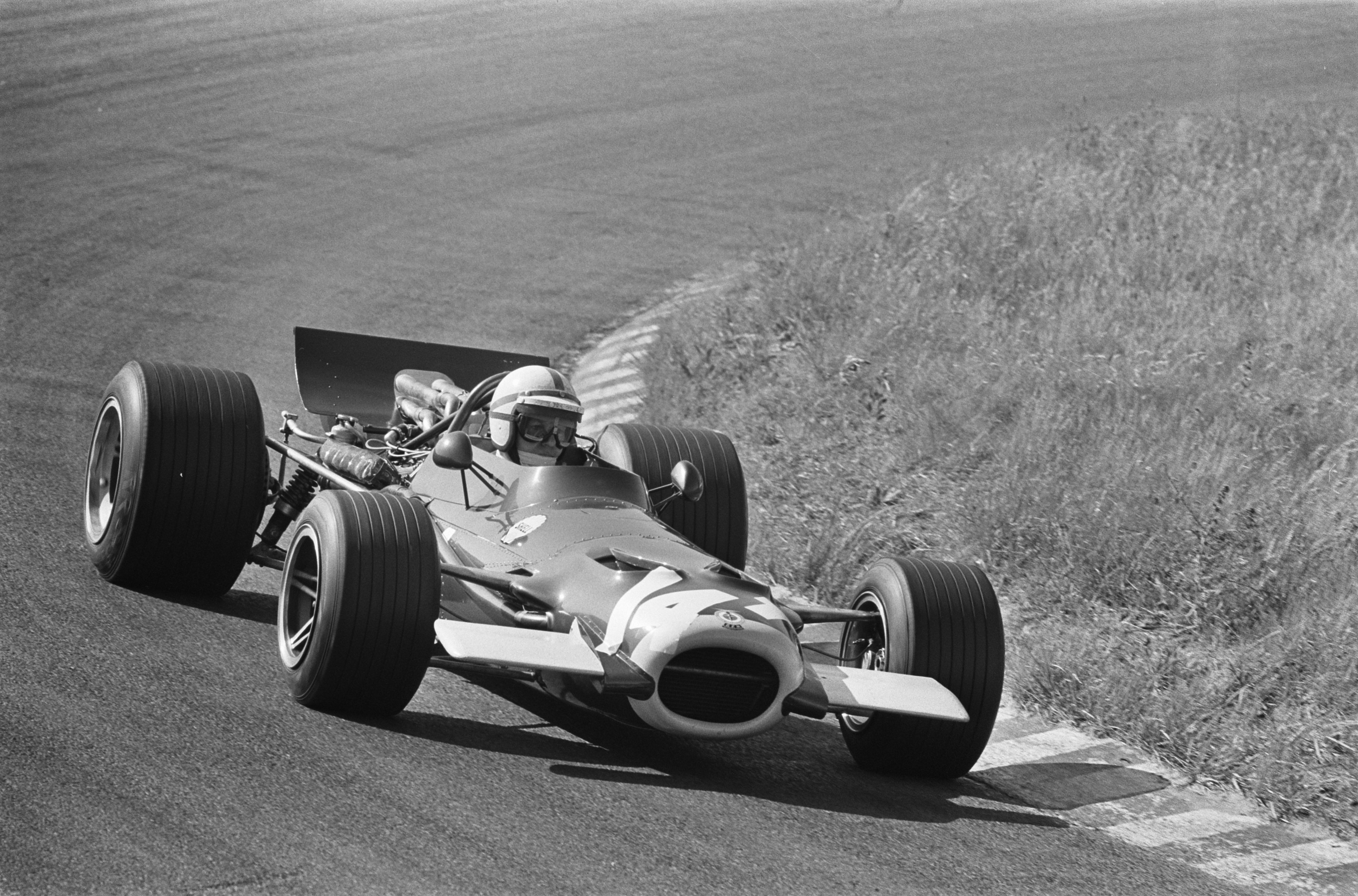
Surtees no Grande Prêmio da Holanda de 1969

- GP da Itália de 1967 (Monza)

## Vitórias por equipe
Ferrari: 4
Honda: 1
Cooper: 1

## Outros resultados

### 24 Horas de Le Mans
| Ano  | Equipe    | Co-pilotos          | Carro    | Classe | Voltas | Pos.     |
| ---- | --------- | ------------------- | -------- | ------ | ------ | -------- |
| 1967 | Lola Cars | David Hobbs         | Lola T70 | P 5.0  | 3      | 53 (DNF) |
| 1965 | Ferrari   | Ludovico Scarfiotti | 330P2    | P 5.0  | 225    | 17       |
| 1964 | Ferrari   | Lorenzo Bandini     | 330P     | P 5.0  | 337    | 3        |
| 1963 | Ferrari   | Willy Mairesse      | 250P     | P 3.0  | 252    | 15 (DNF) |

### 12 Horas de Sebring
| Ano  | Equipe        | Veículo      | Co-piloto           | Posição | Nota           |
| ---- | ------------- | ------------ | ------------------- | ------- | -------------- |
| 1964 | SEFAC Ferrari | Ferrari 330P | Lorenzo Bandini     | 3º      |                |
| 1963 | SEFAC Ferrari | Ferrari 250P | Ludovico Scarfiotti | 1º      | Vitória global |